# 花田裕治
花田裕治（日语：／ Hanada Yūji，1975年12月20日—），日本男子游泳运动员。他曾代表日本参加2004年夏季残疾人奥林匹克运动会游泳比赛，获得三枚银牌和一枚铜牌。